# Sechs Kodifikationen
Als  Sechs Kodifikationen  bezeichnet man in drei ostasiatischen Ländern die Gesamtheit der wichtigsten Gesetzeswerke. In der Republik China auf Taiwan tragen sie die Bezeichnung „liùfǎ“ (六法), in der Republik Korea (Südkorea) „yukbeop“ (Hanji: 六法, Hangul:육법) und in Japan „roppō“ (Kanji: 六法, Kana: ろっぽう).  
Entstehungsgeschichtlich sind die Sechs Kodifikationen der drei Staaten verschiedenen Zeitphasen zuzuordnen. Die früheste Rechtsreform, welche die Sechs Kodifikationen hervorbrachte, fand in Japan im Zuge der Meiji-Restauration statt. Nach der politischen Vereinigung der zuvor im Bürgerkrieg zersplitterten Republik China konnten diese Gesetzeswerke zwischen 1929 und 1946 geschaffen werden. In der erst nach dem Zweiten Weltkrieg entstandenen Republik Korea (Südkorea) entstanden die Sechs Kodifikationen zuletzt. Der Systemwechsel Japans nach dem Zweiten Weltkrieg machte schließlich eine neue Verfassung erforderlich.
| Republik China | Republik Korea | Japan | Japan |
| Republik China | Republik Korea | frühere Einordnung | aktuelle Einordnung |
| --- | --- | --- | --- |
| 1. Verfassung (中華民國憲法 Zhōnghuá Mínguó Xiànfǎ, 1946) 2. Zivilgesetz (民法 Mínfǎ, 1929/31) 3. Strafgesetz (刑法 Xíngfǎ, 1935) 4. Zivilprozessgesetz (民事訴訟法 Mínshìsùsòngfǎ, 1930) 5. Strafprozessgesetz (刑事訴訟法 Xíngshìsùsòngfǎ, 1928) 6. Verwaltungsverfahrens- und Verwaltungsprozessgesetz (行政法規 Xíngzhèngfǎguī, ab 1928) | 1. Verfassung (대한민국 헌법, 大韓民國憲法 Daehan-minguk Heon-beop, 1948) 2. Zivilgesetz (민법, 民法 Min-beop, 1958) 3. Strafgesetz (형법, 刑法 Hyeong-beop, 1953) 4. Handelsgesetz (상법, 商法 Sang-beop, 1962) 5. Zivilprozessgesetz (민사소송법, 民事訴訟法 Minsa-sosong-beop, 1960) 6. Strafprozessgesetz (형사소송법, 刑事訴訟法 Hyeongsa-sosong-beop, 1954) | 1. Verfassung (日本国憲法 Nippon-koku-kenpō, 1946) 2. Zivilgesetz (民法 Minpō, 1896) 3. Strafgesetz (刑法 Keihō, 1907) 4. Handelsgesetz (商法 Shōhō, 1899) 5. Zivilprozessgesetz (民事訴訟法 Minji-soshō-hō, 1996) 6. Strafprozessgesetz (刑事訴訟法 Keiji-soshō-hō, 1948) | 1. Zivilgesetz (民法 Minpō, 1896) 2. Handelsgesetz (商法 Shōhō, 1899) 3. Strafgesetz (刑法 Keihō, 1907) 4. Verfassung (日本国憲法 Nippon-koku-kenpō, 1946) 5. Strafprozessgesetz (刑事訴訟法 Keiji-soshō-hō, 1948) 6. Zivilprozessgesetz (民事訴訟法 Minji-soshō-hō, 1996) |